# Kylie Bunbury
Kylie Bunbury (Hamilton, 30 de janeiro de 1989) é uma atriz canadense, mais conhecida por interpretar Suhad na minissérie Tut, Lacey Porter em Twisted e Eva Sinclair na terceira temporada de Under the Dome. Atuou também em When They See Us como Angie Richardson.

## Biografia
Kylie Bunbury nasceu em Hamilton, Ontário, filha de Kristi Novak (polonesa e americana sueca) e Alexander Bunbury, um jogador de futebol canadense nascido na Guiana. Kylie passou a infância na Europa (Inglaterra por 2 anos e Ilha da Madeira, Portugal por 7 anos). Ela cresceu em Prior Lake, Minnesota, onde considera sua casa. Tem dois irmãos mais novos, Teal e Logan. Teal Bunbury seguiu os passos do pai e tornou-se um jogador de futebol. Kylie originalmente trabalhou como modelo, mas, em seguida, sua agência sugeriu que ela tentasse a carreira de atriz. Em 2010, conseguiu seu primeiro papel como Kathleen em Days of Our Lives para um episódio.
Em 2011, marcou o início de sua carreira profissional atuando no filme Prom, da Walt Disney Pictures. No mesmo ano, interpretou Roxanne no filme The Sitter, uma colega de faculdade do protagonista Noah Griffith (Jonah Hill).
Em 2013, estreou com um papel principal em Twisted, onde interpretou Lacey Porter em 19 episódios da primeira e única temporada.
Em 2015, interpretou Eva Sinclair nos 13 episódios da terceira temporada de Under the Dome. Enquanto a série estava sendo exibida, Kylie apareceu também nos três episódios da minissérie Tut, do canal Spike. Sua personagem chama-se Suhad, uma menina bonita e agradável de descendência Mitani que inadvertidamente salva a vida do jovem rei egípcio Tutankhamon e desenvolve um vínculo forte com ele.

## Filmografia

### Filmes
| Ano  | Título      | Papel             | Notas          |
| ---- | ----------- | ----------------- | -------------- |
| 2011 | Prom        | Jordan Lundley    |                |
| 2011 | The Sitter  | Roxanne           |                |
| 2014 | No Kid-ing! | Lauren            | Curta-metragem |
| 2018 | Game Night  | Michelle Sterling |                |
| TBA  | Warning     |                   | Pós-produção   |

### Televisão
| Ano       | Título                            | Papel                                | Notas                                        |
| --------- | --------------------------------- | ------------------------------------ | -------------------------------------------- |
| 2010      | Days of Our Lives                 | Kathleen                             | Episódio: #1.11388                           |
| 2013–2014 | Twisted                           | Lacey Porter                         | Papel principal; 19 episódios                |
| 2015      | Under the Dome                    | Eva Sinclair / Dawn Sinclair-Barbara | Papel principal; 13 episódios                |
| 2015      | Tut                               | Suhad                                | Minissérie                                   |
| 2016      | Pitch                             | Genevieve "Ginny" Baker              | Papel principal; 10 episódios                |
| 2017      | Law & Order: Special Victims Unit | Detective Devin Holiday              | Episódio: "Chasing Demons"                   |
| 2018      | Robot Chicken                     | Helga Pataki / Oscar's Mom / Girl    | Episódio: "Jew No. 1 Opens a Treasure Chest" |
| 2019      | When They See Us                  | Angie Richardson                     | Papel principal, 4 episódios                 |
| 2020      | The Twilight Zone                 | Claudia                              | Episódio: "Try, Try"                         |
| 2020      | Brave New World                   | Frannie Crowne                       | Papel principal                              |
| 2020–2023 | Big Sky                           | Cassie Dewell                        | Papel principal                              |